# Wola Sernicka-Kolonia
Wola Sernicka-Kolonia – kolonia w Polsce położona w województwie lubelskim, w powiecie lubartowskim, w gminie Serniki.
W latach 1975–1998 miejscowość administracyjnie należała do ówczesnego województwa lubelskiego.
Miejscowość stanowi sołectwo gminy Serniki. Według Narodowego Spisu Powszechnego z roku 2011 wieś liczyła 146 mieszkańców.
Wierni Kościoła rzymskokatolickiego należą do parafii św. Marii Magdaleny w Sernikach.